# Angela purpurascens
Angela purpurascens es una especie de mantis de la familia Mantidae.

## Distribución geográfica
Se encuentra en Brasil, Guayana Francesa, Perú y Surinam.